# Leningrad (musikgrupp)
För andra betydelser, se Leningrad (olika betydelser).
Leningrad (Ryska: Ленинград) är en rysk musikgrupp, grundad 1997 i Sankt Petersburg och som spelar en blandning av ska, rap och reggae.